# MTU Aero Engines
A MTU Aero Engines é uma das maiores empresas fabricantes de motores alemãs para aplicações aeroespaciais e turbinas.
A MTU desenvolve, produz e presta serviços de assistência técnica para motores de aviões militares e civis.
A MTU Aero Engines era anteriormente conhecida como MTU München, enquanto a sua vertente para a produção de motores para outras áreas (naval, industrial, etc) era conhecida como MTU Friedrichshafen.

## História
A história da MTU corre a par com a história da aviação. A marca MTU, no entanto, só aparece nos anos 1960, na sequência de uma joint venture entre a Daimler-Benz e a MAN, fabricando motores de avião em Munique e os outro motores e turbinas em Friedrichshafen. Em 1985, a Daimler-Benz comprou a participação da MAN na companhia e passando a MTU para a sua subsidiária aeroespacial, a DASA. Quando em 2000, a DASA se fundiu com outras companhias para formar a EADS, a MTU foi separada da DASA e continuou com parte da DaimlerChrysler. EM 2003, a MTU foi novamente vendida, desta vez à Kohlberg Kravis Roberts & Co. (KKR), que por sua vez vendeu a sua participação na bolsa alemão posteriormente.